# Ryszard Sikorski (inżynier)
Ryszard Tadeusz Sikorski (ur. 1928, zm. 23 października 2021) – polski inżynier chemik. Absolwent Politechniki Wrocławskiej. Od 1976 profesor na Wydziale Chemicznym Politechniki Wrocławskiej.